# Project Zero II: Crimson Butterfly
Project Zero II: Crimson Butterfly, in Giappone  Zero: Akai chō (零〜紅い蝶〜? lett. "Zero: La farfalla rossa") e in Nord America Fatal Frame II: Crimson Butterfly, è un videogioco d'avventura dinamica horror del 2003 per PlayStation 2, secondo capitolo della serie Project Zero.
Nel 2004 è stata realizzata una versione per Xbox, Project Zero II: Crimson Butterfly Director's Cut, e nel 2011 una versione per Wii, Project Zero 2: Wii Edition.

## Trama
Vi sono due sorelle gemelle che visitano una foresta dove passavano il tempo da piccole. Mio, la sorella minore (la quale è sotto il controllo del giocatore), in un momento di distrazione perde sua sorella Mayu, la sorella maggiore che insegue una farfalla cremisi. Inseguendola finiscono con il perdersi e si ritrovano intrappolate nei boschi di un villaggio maledetto abitato da fantasmi. Il villaggio sembra abbandonato, ma le gemelle presto incontreranno le anime torturate dei morti che rivivono per sempre il giorno di una cerimonia che non andò a buon fine.
Mayu cade presto sotto l'incantesimo del villaggio e, seguendo le farfalle cremisi, conduce la sorella nelle profondità del villaggio. Mio capisce lentamente che il fallimento del Rituale Cremisi è la causa del disastro conosciuto come il pentimento che rende il villaggio avvolto nelle tenebre. Sotto il villaggio esiste una sorta di tunnel nel punto più profondo del quale c'è un buco, chiamato l'Abisso infernale, dove si raccolgono le anime dei morti. Per mantenere questo buco sigillato una coppia di gemelli deve eseguire un rituale circa ogni dieci anni durante il quale il gemello più anziano strangola il più giovane. In tal modo l'anima del gemello più giovane sarà di guardia al villaggio sotto forma di farfalla cremisi. L'ultima coppia di gemelle, Yae e Sae Kurosawa, ha cercato di sfuggire al rituale aiutata da Itsuki Tachibana, il gemello anziano che aveva compiuto il rituale dieci anni prima uccidendo suo fratello. Durante il tentativo di fuga Sae viene catturata e portata al villaggio mentre Yae fugge da sola, lasciando indietro Sae. Gli abitanti del villaggio impiccano Sae nel disperato tentativo di soddisfare l'Abisso infernale ma il tentativo fallisce e ricevono come punizione il pentimento.
Durante il gioco si farà riferimento a diversi fantasmi. Mio sembra nella stessa situazione di Yae la quale aspetta che Mio compia il rituale con Mayu. Itsuki, diventato fantasma, cerca di aiutare fuggire dal villaggio Mio, credendo che sia Yae Kurosawa.
Verso la fine del gioco, quando Mio è finalmente riunita con la sorella e pianificano la loro fuga, scopre un documento lasciato da un uomo che, visitando il villaggio, ha scoperto una cosa riguardante il rituale dei gemelli.
Questo capovolge completamente il destino di Mio: invece di essere sacrificata, dev'essere lei a strangolare sua sorella gemella, destino che ha spinto molti gemelli precedenti alla pazzia e al suicidio.

### Finali
Project Zero II ha diversi finali che variano dal tipo di versione che si gioca: vi sono 3 finali nella versione PS2; 4 nella versione Xbox e 6 nella versione Wii. I finali sono i seguenti:
- La strada solitaria: Mio utilizza il tunnel del tempio di Kureha, lasciando Mayu da sola. Durante la fuga sente una voce chiederle: "Mi stai lasciando di nuovo?" e ricordandosi quello che le ha detto Itsuki, evita di girarsi; però viene ingannata dalla voce di Mayu e quindi si gira, vedendo Sae che riesce a prenderla poiché paralizzata dalla paura. Mio si risveglia nel bosco da sola, chiamando Mayu senza ricevere risposta. Secondo questo finale, a detta di alcuni sviluppatori[3], Mayu sarebbe in realtà morta da tempo, nel momento in cui era caduta dal dirupo mentre lei e Mio giocavano a rincorrersi nel bosco da piccole; sarebbe in seguito apparsa nello stesso luogo come fantasma, trascinando la sorellina in un incubo da cui si sarebbe svegliata solo alla fine. La sequenza in questione, rientrante nel novero dei finali disponibili, conduce però a una schermata di autentico game over.
- La farfalla cremisi: Mio arriva all'abisso dove incontra Mayu, la quale dice a Mio che non vi è altra scelta che completare il rituale. Mio si avvicina a Mayu e comincia a strangolarla a morte. Quando non respira più, dei fantasmi buttano il cadavere di Mayu nell'abisso e mentre esultano, Mio si avvicina all'abisso da dove esce una farfalla cremisi che la ringrazia. Dopo ciò, Mio esce fuori inseguendo Mayu sotto forma di farfalla e scusandosi con lei. Dopo che la farfalla scompare nel cielo, Mio si inginocchia e piange. Dopo i crediti, si può vedere un filmato dove mostra Mio seduta su una panchina e guardando il lago artificiale appena creato. Sul suo collo appare una farfalla cremisi, segno che è diventata tutt'uno con sua sorella. Rispetto agli altri, questo è il finale canonico del gioco.
- L'abisso infernale: dopo aver sconfitto Sae, questa si separa dal corpo di Mayu e precipitano nell'abisso. Mio afferra la mano di sua sorella mentre Sae cade dentro l'abisso. La ragazza, sfortunatamente, guarda involontariamente dentro l'abisso e ne rimane accecata. Mayu, quindi, inizia a spiegare come sono riuscite a scappare dal villaggio; inizia quindi un piccolo filmato dove mostra Mio con gli occhi bendati e dove Mayu dice che tocca a lei prendersi cura di Mio.
- La promessa (ottenibile solo nella versione Xbox e Wii): Mio corre verso l'abisso infernale, e quando vede sua sorella la chiama a voce alta per poi inseguirla. Quando attraversa il Torii, lo spirito di Yae esce dal suo corpo e si avvicina a quello di Sae. Si scusa di essere scappata e di non averla salvata; Sae però la perdona. Yae e Sae si avvicinano all'abisso, con l'intento di saltarvi e Mio corre verso Sae afferrando il corpo di Mayu. Quindi, dall'abisso esce una farfalla seguita da tante altre. Le due sorelle, quindi, escono fuori guardando le farfalle volare verso il cielo e dopo un dialogo, Mio promette a sua sorella di non lasciarla mai più.
- Il festival delle ombre (ottenibile solo nella versione Wii): Mio, correndo verso l'abisso, vede fuggire tutti i preti velati poiché il pentimento sta per cominciare. Vede Mayu seduta vicino all'abisso da dove sta per uscire l'oscurità e, sedendosi vicino a lei, dice che vuole restare per sempre con lei e mentre le tenebre escono, iniziano a ricordarsi un festival al quale da piccole si recavano spesso, ma nella visione avevano il loro aspetto originale. Le tenebre ricoprono tutto il villaggio, e dopo ciò viene mostrato Mio e Mayu addormentate in un lenzuolo tenendosi per mano.
- La farfalla congelata (ottenibile solo nella versione Wii): Mio esorcizza lo spirito di Sae, la quale esce dal corpo di Mayu. La ragazza, quindi, corre verso di lei abbracciandola. Mayu, le prende le mani, e se le porta al collo ma Mio le tira, dicendo che non poteva farlo. Mayu, fissandola, le dice che sapeva che lei non l'avrebbe potuto fare e che non l'avrebbe neanche uccisa se l'avesse voluto. Mayu, quindi, inizia a ridere istericamente con gli occhi pieni di lacrime. Mio inizia a ricordare di quando Mayu rise da piccola in quel modo, dopo essere caduta. Mayu, quindi, si avvicina a lei e le dice che sarebbero state per sempre insieme e le mette le mani al collo uccidendola. Viene mostrata una scena ambientata nella casa dei Kurosawa piena di cadaveri dove una farfalla purpurea si posa sulla spalla di Mio, e Mayu le accarezza i capelli. Dopo i crediti parte una scena dove Mayu, tenendo la testa mozzata di Mio, le dipinge le labbra e la bacia sulla guancia.

## Personaggi
- Mio: protagonista del gioco, Mio è il personaggio che controlla il giocatore. Giocando con Mayu nel bosco dove passavano il tempo da piccole, si perde e viene trascinata con la sorella in un villaggio chiamato Minakami ("Villaggio di tutti gli dèi", All God's Village). Si troverà vittima di un rituale e le due sorelline dovranno trovare una via di uscita.
- Mayu: sorella di Mio, viene attratta da alcune farfalle cremisi e trascina anche sua sorella. Mayu è una ragazza molto debole a causa di un incidente e toccherà a Mio salvarla. Mayu è un personaggio giocabile solo in alcune situazioni del gioco.
- Itsuki: è un ragazzo che fu amico di Sae e Yae. Completò il rituale uccidendo il fratello Mutsuki. Pensa che Mio sia Yae e quindi, come ha fatto precedentemente con Yae, aiuterà Mio con suggerimenti molto importanti per fuggire dall'incubo.
- Sae: è l'antagonista principale ed è la sorella di Yae. Completò il rituale da sola perché sua sorella Yae fuggì da sola, e quindi la cerimonia fallì. Sae uccise tutti gli abitanti del villaggio per averla impiccata, e si aggira nel villaggio aspettando il ritorno della sorella morta. Il fantasma si impossessa di Mayu per cercare di intrappolare Mio e ucciderla, portando così il rituale a compimento.
- Fantasmi: quasi tutti i fantasmi presenti nel gioco sono vittime di un disastro noto come "Il Pentimento". La catastrofe si verifica se il rituale sacrificale non viene effettuato correttamente, il che provoca la fuoriuscita dell'oscurità che avvolge il villaggio. Nel gioco ci sono due tipi di fantasmi: ce ne sono alcuni neutrali, che sono indicati dal sensore nell'angolo in basso a destra dello schermo diventando blu, e fantasmi ostili, che trasformano il sensore arancione (o rosso). I fantasmi neutrali, di solito, sono presenti in tutto il gioco per aiutare il procedere della storia. I fantasmi ostili attaccheranno il giocatore, e possono essere esorcizzati a causa delle proprietà particolari della Camera Obscura. Tipicamente, nel corso del gioco i fantasmi possono essere sentiti borbottare a se stessi, o dare avvertimenti per poi andarsene immediatamente. I fantasmi di solito parlano del rituale che a quanto pare non è andato a buon fine. Tuttavia ci sono momenti nel gioco in cui anche i fantasmi neutrali escono dal soffitto, dalle pareti, ecc. Ci sono dei punti del gioco in cui un luogo è bloccato da un fantasma strano che sembra avere quattro facce, e l'unico modo possibile per far sì che si dissolva è trovare un luogo indicato da lui e scattare una foto. Nel gioco, ci sono anche fantasmi che non hanno nulla a che fare con la trama.

## Modalità di gioco
Project Zero II utilizza la meccanica di gioco molto simile al suo predecessore, con alcune modifiche e aggiornamenti. Per la maggior parte del gioco si controlla Mio Amakura, ad eccezione di alcune brevi scene dove si controlla sua sorella gemella Mayu. Le scene con Mayu non sono come il gioco normale, infatti hanno un filtro grigio e delle farfalle rosso cremisi danno al giocatore indizi su dove andare. Nel gioco normale, la salute di Mio viene indicata con una barra nell'angolo in basso a destra, anche se solo durante il combattimento e in modalità Fotocamera. Se lei o la salute Mayu si esaurisce, il gioco finirà. La vita può essere riempita con oggetti di cura diversi, sparsi in tutto il gioco.
Vi è anche un oggetto speciale chiamato Pietra Specchio. Mio ha anche una torcia elettrica, che può essere volta in diverse direzioni, anche se la torcia non funziona in tutte le occasioni. Mio ha come unica arma la Camera Obscura, una fotocamera d'epoca con la possibilità di scattare foto di fantasmi e di esorcizzarle. Come "munizioni" la fotocamera utilizza pellicole di diversa qualità. La prima pellicola è illimitata, ma gli altri tipi di pellicola devono essere raccolti durante il gioco; i più forti sono i più rari. La telecamera può essere dotato di funzioni speciali e con speciali lenti, che concedono qualche abilità speciale utili in combattimento, questi devono essere trovate nel gioco, o sono guadagnati come risultato di scatti multipli. Infine, le Funzioni di base della fotocamera e le lenti speciali possono essere aggiornate con le sfere dello spirito che si trovano nel gioco, o con dei punti guadagnati fotografando i fantasmi. I punti guadagnati da ogni immagine dipendono dalla precisione del tiro. La fotocamera include anche un sensore, che viene visualizzato in basso a destra. Il sensore diventa rosso di fronte un fantasma ostile, e serve come indicatore sia di direzione sia di distanza, se invece ha una luce blu significa che non c'è nessun fantasma ostile nei paraggi.
Durante il gioco, Mio deve esplorare tutta il villaggio e dei suoi edifici centrali, e ha bisogno di trovare vari oggetti e risolvere enigmi per avanzare. Durante il gioco, Mio incontrerà diversi tipi di fantasmi, alcuni dei quali appaiono inaspettatamente, mentre alcuni appaiono tramite dei video. Oltre ai fantasmi ostili, ci sono numerosi spiriti nascosti Mio può fotografarli per i punti. I fantasmi nascosti parlano spesso, fornendo alcune informazioni relative alla storia, o un suggerimento su come si deve procedere. Il gioco è diviso in capitoli, per lo più relativi ad alcune aree mentre insegue la sorella. Nel settimo capitolo, Mio perde brevemente sia la torcia sia la Camera Obscura, e deve ricorrere a schivare fantasmi senza mezzi per reagire. Il numero totale dei capitoli è nove, con un capitolo speciale disponibile in livelli di difficoltà hard e incubo.
Il gioco può essere salvato grazie a delle lanterne rosse sparse in tutto il villaggio. Non c'è limite a quante volte è possibile salvare, tuttavia, non è possibile salvare se c'è un fantasma ostile vicino. A differenza del primo Project zero, non c'è modo di ripristinare le pellicole.
Quando si inizia una nuova partita, dopo averlo finito rimangono la macchina fotografica con tutte le funzioni speciali, le lenti e i potenziamenti dati, come pure tutti i vostri oggetti di guarigione e le pellicole. Oltre alla modalità survival è possibile sbloccare diversi contenuti bonus, tra cui una modalità missione, abiti diversi, caratteristiche galleria e lenti speciali per la fotocamera. Nella modalità missione, il giocatore è avrà una sfida, di solito per sconfiggere i fantasmi il più rapidamente possibile o di ottenere il punteggio più alto possibile.

## Altre versioni
L'edizione per Xbox ha anche una modalità prima persona, dove si può giocare l'intero gioco appunto in prima persona. Purtroppo, la modalità prima persona toglie anche parte dell'atmosfera del gioco. La versione Xbox ha anche una nuova funzionalità con effetti di gioco: un negozio dove è possibile barattare i punti con delle oggetti di cura e pellicole.
L'edizione per Wii presenta un restyling grafico: le gemelle sono state rese più grandi, i fantasmi più spaventosi, sono state aggiunte le mani fantasma che possono afferrare il braccio di Mio mentre raccoglie un oggetto o esamina qualsiasi altro oggetto e c'è la possibilità di morire strangolati se Mio cade a terra e non si rialza. Nuovi costumi, la modalità missione è rimpiazzata dalla Casa stregata e i finali non verranno sbloccati in base alla difficoltà con cui si gioca ma in base alle scelte che fa il giocatore. È possibile giocare con 2 Wiimote, ma tuttavia le azioni sono limitate. Nella modalità storia, è possibile aumentare il danno di una foto con uno scatto sincronizzato mentre nella casa stregata è possibile fare scherzi al giocatore 1, facendo apparire fantasmi sullo schermo o facendo uscire parole dall'altoparlante del Wiimote.

## Accoglienza
La rivista Play Generation trovò la prima ora di gioco come la terza scena più terrificante dei videogiochi usciti su PlayStation 2.